# Ñu (cerro)
El Cerro Ñu es un pequeño montículo y otero situado en el Departamento Central, República del Paraguay, en la jurisdicción del municipio de Nueva Italia (Paraguay). Este otero está ubicado cerca del cauce del arroyo Caañabé, en el llano del Ypoá. Su pico es de 137 metros sobre el nivel del mar. Pertenece al grupo de cerros de la cordillera del Ybytypanemá.
- Datos: Q6174605